# ガナババン
ガナババン（ベンガル語: গণভবন）は、バングラデシュの首都ダッカにあり国会の北西に位置し、2024年までバングラデシュ首相の公邸として使用された博物館。ミルプール通りとレイク通りの交差点の北西に位置し、国会から徒歩5分圏内にある。

## 概要

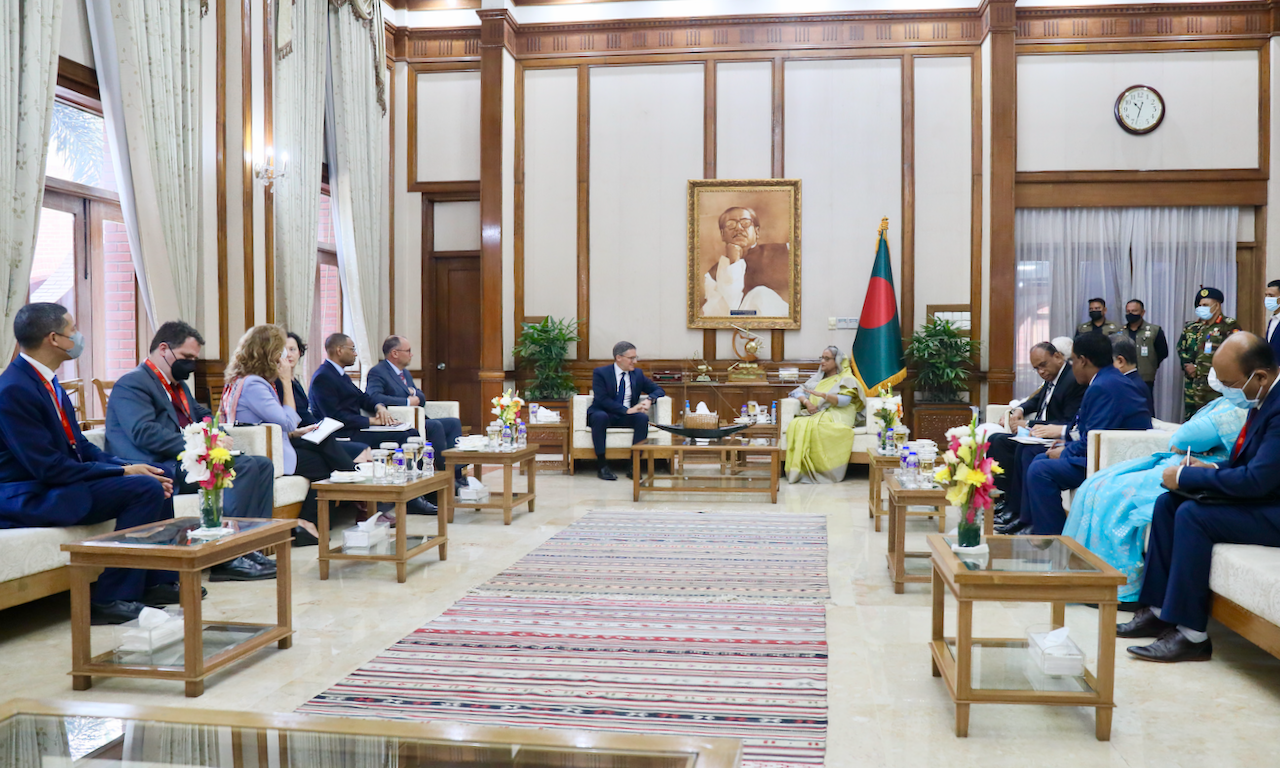
応接間

シェイク・ハシナ首相は自身が2度目の首相に選出されてから、1年以上経った2010年3月6日にガナババンに転居。かつて、ガナババンの地にはハシナの父であるムジブル・ラフマン大統領の官邸が建っていた。しかし、ラフマン大統領は官邸に入居することはなかった。1996年から2001年まで、首相であったハシナは首相官邸として利用している。2009年にハシナは再入居した際は閣僚やバングラデシュ特別治安部隊らが改修するよう進言され、同年2月に改装のため、ガナババンからジャムナ迎賓館に一時的に転居。改装後の2010年に駐バングラデシュミャンマー大使であるウ・ファ・タンはシェイク・ハシナ首相を表敬訪問し、バングラデシュのロヒンギャ難民についての会談を行っている。
2013年10月、シェイク・ハシナ首相は翌年の国政選挙についての会談を行うためにカレダ・ジア元首相をガナババンに招き入れた。
バングラデシュ警察は、2012年のダッカ衣料品工場の火災の被災者が2020年11月にガナババンへハシナ首相に労働法改正の抗議を行い、侵入しようとした被災者を拘束している。反政府デモ（2024年バングラデシュクオータ制度改革運動）でハシナ首相が失脚後、デモ参加者数千人がガナババンに乱入。デモ参加者は敷地内で育てていた魚やウサギも奪い、一部の参加者は貯蔵していた食料をその場で食べていた。抗議者は現金、ハシナが着用していたサリー、宝石、家具を盗んでいる。
暫定政府首席顧問であるムハマド・ユヌスは、ハシナ政権時代の権威主義の遺跡及び民主主義の勝利の象徴として、ガナババンを「七月革命記念博物館」に改装する計画を発表した。